# Касо, Альфонсо
Альфонсо Касо-и-Андраде (исп. Alfonso Caso y Andrade; 1 февраля 1896, Мехико — 30 ноября 1970, там же) — мексиканский антрополог-индеанист, археолог, историк, социолог, внёсший важный вклад в исследования доколумбовых культур в своей родной стране. Основатель и директор (в 1948—1968 годах) Национального индеанистского института, Касо считал, что систематическое изучение древних мексиканских цивилизаций было важным способом понять мексиканские культурные корни. 

## Биография
Младший брат философа Антонио Касо-и-Андраде. Будучи студентом университета, входил в группу молодых интеллектуалов, известную как Los Siete Sabios de México («Семь мудрецов Мексики»), которые основали «Общество конференций и концертов» Мехико, занимавшейся культурной активностью в среде студентов. Ещё одним из «мудрецов» был профсоюзный лидер Висенте Ломбардо Толедано, на сестре которого, писательнице Марии Ломбардо женился Касо: у пары было четверо детей. После смерти супруги в 1966 году он женился на её сестре Аиде.
Касо получил юридическое образование в 1919 году и сразу начал преподавать в Национальном автономном университете Мексики (УНАМ). Систематическая юридическая подготовка, которую он получил, отметила его археологическую и административную работу на протяжении всей его жизни.
Будучи молодым юристом, Касо посетил тогда ещё отдалённый церемониальный центр на вершине холма Шочикалько в мексиканском штате Морелос. Очарованный искусством и архитектурой Шочикалько, он обратился к археологическим исследованиям доиспанской Мексики. Продолжая работать в юридических проектах, связанных с коммерческими учреждениями, он начал программу обучения в Национальном музее Мексики. Там он брал уроки древней истории, этнологии и археологии у таких влиятельных учителей, как Эдуард Зелер, Герман Бейер и Мануэль Гамио, с которыми он часто спорил, предлагая альтернативные интерпретации.
В возрасте двадцати девяти лет он получил степень магистра философии по специальности археология в Escuela de Altos Estudios. После этого он посвятил себя изучению доколумбовых культур и современных коренных народов. Его строгие методы интерпретации проявились уже в его первом эссе о патольи и других доиспанских играх.

## Вклад в археологию
На протяжении всей своей работы он стремился объяснить развитие мезоамериканских цивилизаций с точки зрения непрерывности и внутренней эволюции, отвергая более ранние теории о том, что культурные изменения являются результатом транскультурной диффузии. Его подход был междисциплинарным и опирался на лингвистику, этнографию, историю и демографию.
Его заметные открытия включают раскопки в Монте-Альбане, в частности, в «Седьмой гробнице», в которых им в 1932 году был найден клад — несколько золотых монет и подношений (ныне демонстрируемых в Региональном музее Оахаки). Он также обнаружил много археологических памятников в Миштеке (регион в штате Оахака). Помимо открытия новых мест, Касо также стремился интерпретировать их, устанавливая хронологию истории Монте-Альбана и расшифровывая кодексы миштеков.
На протяжении всей своей жизни Касо писал книги о коренных мезоамериканских культурах, в том числе о культурах ольмеков, миштеков, сапотеков и ацтеков. Он был одним из первых, кто признал ольмеков самой ранней мезоамериканской цивилизацией, заявив, что они были материнской культурой (cultura madre) Мезоамерики. Вокруг его аргументов археологами Мезоамерики впоследствии велись дискуссии, и до настоящего времени неясно, как ольмеки взаимодействовали с другими мезоамериканскими культурами. Его работы о сапотеках, основанные на его работе в Монте-Альбане, предполагали, что они установили гегемонию над соседними народами — теория, которая в то время широко критиковалась, но была подтверждена исследованиями других учёных после смерти Касо.

## Административные должности
В 1938 году Касо при поддержке министерства образования создаёт первое финансируемое государством агентство — Национальный институт антропологии и истории (Instituto Nacional de Antropologia e Historia, INAH). В 1948 году под руководством Касо был образован Национальный индеанистский институт.
Он был первым директором Национального института антропологии и истории, директором Национальной школы антропологии и истории и ректором Национального автономного университета Мексики (а также его почётным доктором). Среди прочего, известен как один из авторов «Органического университетского закона», в котором он установил автономию УНАМ.
Альфонсо Касо также занимал ряд административных постов и вне академической сферы, в том числе министра национальных богатств (собственно секретаря по национальным богатствам и административной экспертизе, исп. Secretario de Bienes Nacionales e Inspección Administrativa) в правительстве президента Мигеля Алемана Вальдеса с 10 декабря 1946 г. по 31 декабря 1948 г.
Был руководителем отдела археологии национального музея в Мехико, членом Общества американистов в Париже, Мексиканского географического и статистического общества, редактором журнала «Revista Mexicana de Estudios Históricos».

## Избранные работы
- El teocallí de La Guerra Sagrada (monograph) (1927)
- Las estelas zapotecas (1928)
- La religión de los aztecas (1936)
- Las exploraciones de Monte Albán, (3 volumes, 1931—1937)
- Calendario y escritura de tas Antiguas culturas de Monte Albán (1947)
- El mapa de Teozacoa1co (1949)
- El pueblo del Sol (1953)
- Interpretación del Códice Gómez de Orozco (1954),
- Urnas de Oaxaca (1956)
- Los calendarios prehíspánicos (1967)
- El tesoro de Monte Albán (1969)
- Reyes y reinos de la Mixteca (2 volumes, 1977—1979).